# Höhenpark Killesberg

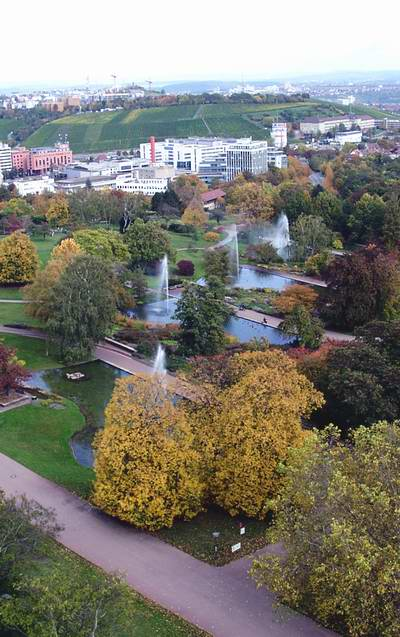
Killesberg-Springbrunnen

Der Höhenpark Killesberg, auch Killesbergpark, ist ein rund 50 Hektar großer Park im Stadtbezirk Stuttgart-Nord (Stadtteil Killesberg) der Landeshauptstadt. Er ist Bestandteil des Grünen U und grenzt im Osten an den Wartberg und im Süden an den Park an der Roten Wand an. Seit 2012 ist auch die Grüne Fuge auf den Flächen der ehemaligen Messe Bestandteil des Höhenparks.

## Geschichte

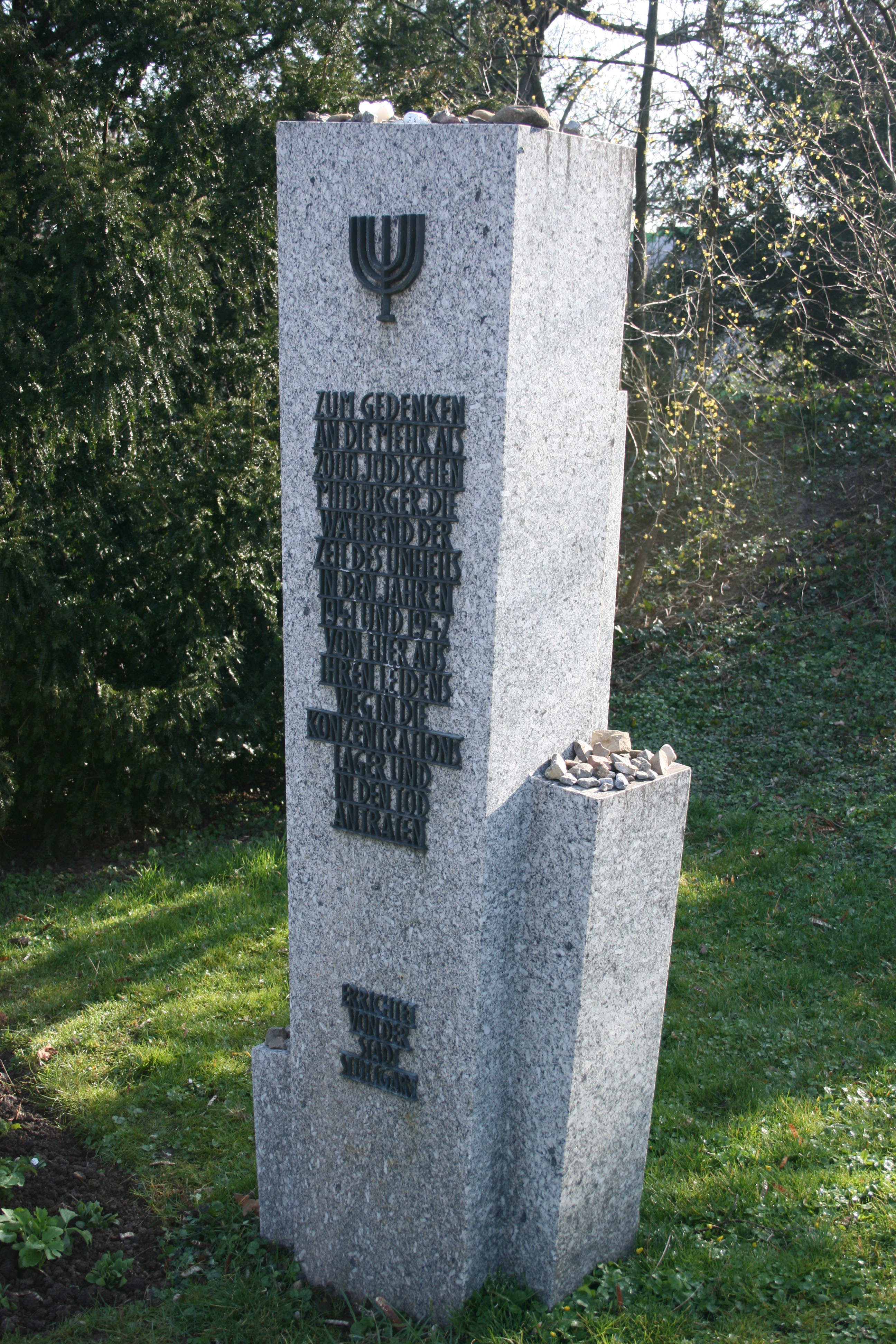
Mahnmal an die Deportation der jüdischen Mitbürger

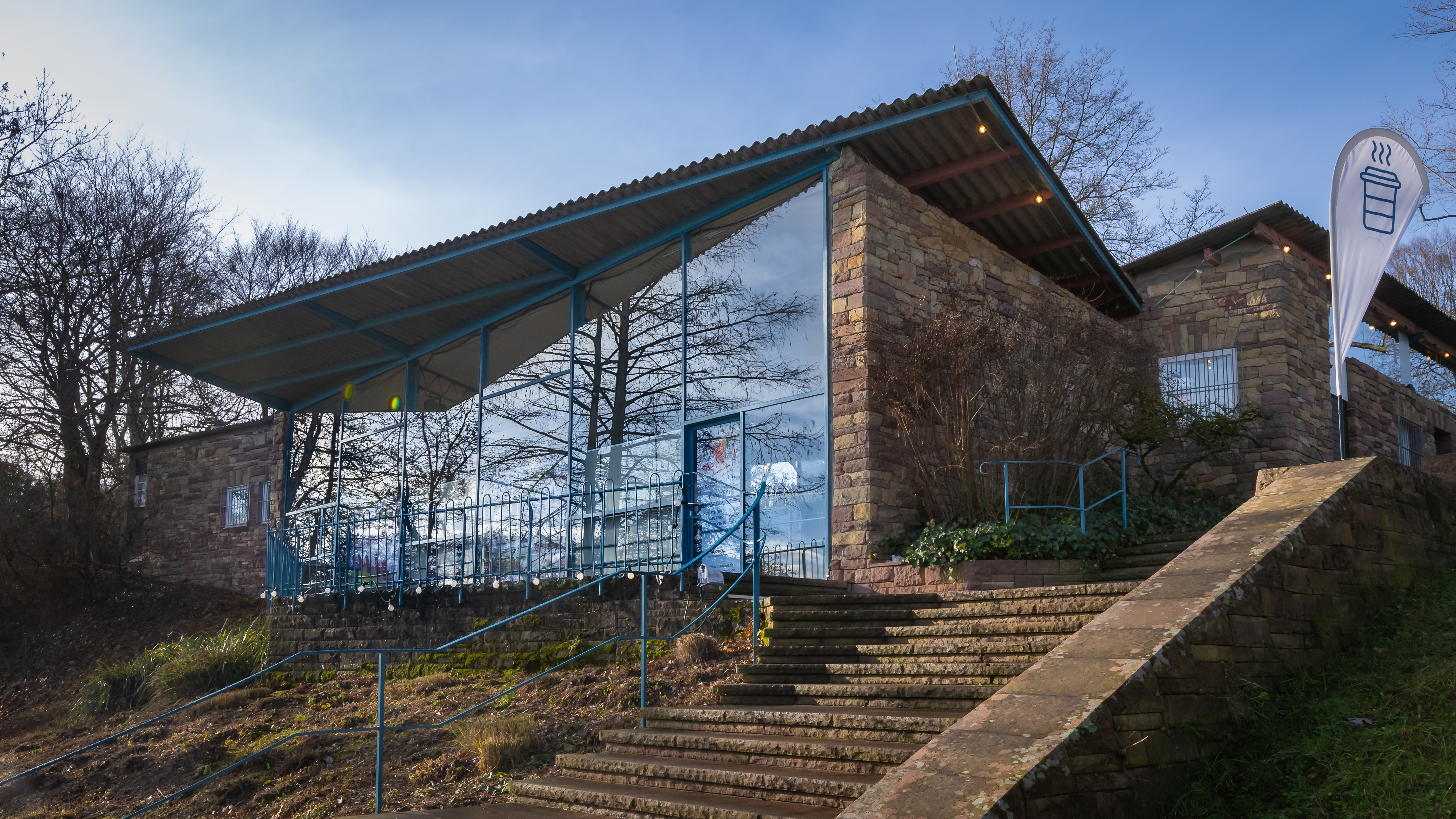
Milchbar von Rolf Gutbrod

Die Anlage geht auf die Maßnahmen zur Reichsgartenschau 1939 zurück. Dafür war ein ursprünglich als Steinbruch genutztes, aber bereits aufgelassenes Gelände nach Plänen des Landschaftsarchitekten Hermann Mattern zum Park und Ausstellungsgelände umgestaltet worden.
1941 bis 1942 war die Messehalle Zwischenstation jüdischer Bürger aus Württemberg und Hohenzollern für die gewaltsamen Deportationen durch die NS-Behörden in die Konzentrations- und Vernichtungslager. Ein steinernes Mahnmal, einige Schritte neben der Gedenkstätte „Zeichen der Erinnerung“ am Nordbahnhof Stuttgart, erinnert an die mehr als 2600 Stuttgarter Jüdinnen und Juden, „die während der Zeit des Unheils in den Jahren 1941 und 1942 von hier aus ihren Leidensweg in die Konzentrationslager und in den Tod antraten“.
Nach dem Zweiten Weltkrieg war der Höhenpark mehrfach Schauplatz weiterer Gartenbauausstellungen. Am 30. Juli 1949 wurde er mit einer Blumenschau wiedereröffnet. 1950 folgte die erste Nachkriegs-Gartenschau in Stuttgart, die Deutsche Gartenschau 1950, ebenfalls geplant und verwirklicht von Hermann Mattern. Sie fand auf dem gleichen Areal statt. Es folgte die Bundesgartenschau 1961 erstmals im oberen und mittleren Schlossgarten und die erste Bundesgartenschau in Baden-Württemberg. Erst die Internationale Gartenbauausstellung 1993 band auch den Höhenpark als Ausstellungsgelände wieder ein. Seitdem ist der Killesberg auch ein wichtiger Bestandteil des Stuttgarter „Grünen U“.
Nach der Fertigstellung der Neuen Messe im Oktober 2007 begann der Rückbau der angrenzenden alten Messe, der im Dezember 2009 abgeschlossen wurde.
Die Stadt Stuttgart investierte insgesamt 21 Millionen Euro für die neue Infrastruktur auf dem Killesberg, darunter fielen der Abbruch der Messe und der Straßenbau. Mehr als die Hälfte davon floss in den Bau der Freianlagen (10,4 Millionen Euro). Die reinen Baukosten für den Park (Grüne Fuge, Rote Wand, Feuerbacher Heide) betrugen 7,65 Millionen Euro.
Eine zehn Hektar große Parkfläche, genannt Grüne Fuge, wurde angelegt und im Mai 2012 eröffnet. Sie erweiterte den Höhenpark und Das Grüne U.

## Kunst
Die zahlreichen plastischen Kunstwerke wurden über die gesamte Geschichte des Parks aufgestellt, wobei einige aus der Gründungszeit von 1939 stammen. Neben anderen Motiven taucht mehrfach das Motiv des Pferdes auf, wohl in Anlehnung an das Stuttgarter Wappentier.
| Bild | Name                                        | Beschreibung | Künstler                  | Koordinaten             |
| ---- | ------------------------------------------- | --- | ------------------------- | ----------------------- |
|      | Adorant/Jüngling                            | Bronzeskulptur aus dem Jahr 1912 | Ludwig Habich             | 48,80264° N, 9,17285° O |
|      | Steigendes Pferd                            | Bronzeskulptur, die anlässlich der Landesausstellung Baden-Württemberg 1955 aufgestellt wurde. | Peter Otto Heim           | 48,8022° N, 9,17034° O  |
|      | Reliefquader mit Pferden                    | Die Vogeltränke in Form eines Sandsteinquaders mit vier Pferdereliefs wurde anlässlich der Reichsgartenschau 1939 aufgestellt. | NN                        | 48,80276° N, 9,17065° O |
|      | Frau mit Tuch/Stehende                      | Die 1936 geschaffene und 1938 in der Großen Deutschen Kunstausstellung in München erstmals ausgestellte Marmorfigur wurde auch in während der Reichsgartenschau 1939 gezeigt. Im Höhenpark aufgestellt wurde sie erst 1950.                           | Fritz Nuss                | 48,80439° N, 9,1708° O  |
|      | Flamingopaar                                | Ursprünglich war die 1957 geschaffene Bronzeskulptur nicht für diesen Standort bestimmt. | Rudolf Pauschinger        | 48,80623° N, 9,16884° O |
|      | Wandrelief Weinlese                         | 1949 für das wiedererbaute Höhencafé Killesberg geschaffenes Majolikarelief. | Peter Otto Heim           | 48,80558° N, 9,16992° O |
|      | Gedenkstein Rundfunkfritzle (Erich Hermann) | Gedenkstein aus Buntsandstein mit einer Bronzetafel aus dem Jahr 2011 anlässlich des 100. Geburtstags von Erich Hermann. Er ist der Urheber des Killesberg-Lieds.                                                                                     | Markus Wolf (Bildhauer)   | 48,80537° N, 9,17091° O |
|      | Fohlen                                      | Das Original aus Zinn stammte aus dem Jahr 1942, wurde 1950 anlässlich der Deutschen Gartenschau aufgestellt und steht heute bei der Reiterstaffel im Körschtal. Anstelle des Originals wurde 1987 ein Bronzenachguss aufgestellt.                    | Lilli Kerzinger-Werth     | 48,8048° N, 9,17161° O  |
|      | Wandbrunnen mit Enten                       | Der zweigeteilte Wandbrunnen aus Sandstein mit Reliefs von Fischen, Fröschen, Lurchen und Schnecken von 1939 wurde anlässlich der Reichsgartenschau aufgestellt.                                                                                      | Rudolf Pauschinger        | 48,8048° N, 9,17161° O  |
|      | Kugelbrunnen                                | Der Nachbau eines Originals von 1925 wurde 1950 anlässlich der Deutschen Gartenschau aufgestellt. Auf der Kugel des Sandsteinbrunnens stand ursprünglich ein bronzener Fischreiher.                                                                   | Fritz von Graevenitz      | 48,80569° N, 9,17255° O |
|      | Steigendes Pferd                            | Die originale Bronzeplastik wurde 1939 anlässlich der Reichsgartenschau aufgestellt und Anfang der 1950er Jahre verkauft. Der 1955 mit leichten Änderungen geschaffene Nachguss wurde anlässlich der Landesausstellung Baden-Württemberg aufgestellt. | Fritz von Graevenitz      | 48,80611° N, 9,17226° O |
|      | Wandrelief mit Kühen                        | Das Sandsteinrelief wurde 1950 für den Neubau der Milchbar anlässlich der Deutschen Gartenschau geschaffen. | Fritz Melis               | 48,80677° N, 9,17128° O |
|      | Liegender Löwe                              | Die Steinplastik stammt vermutlich aus dem 19. Jahrhundert und steht heute auf dem Kinderspielplatz nahe der Milchbar. | NN                        | 48,80775° N, 9,17141° O |
|      | Kinderrutschbahn                            | Die Betonskulptur wurde anlässlich der Neuanlage des Kinderspielplatzes zur Bundesgartenschau 1961 geschaffen. | Erich Glauer              | 48,80762° N, 9,1716° O  |
|      | Brunnen im Hainbuchenrondell                | Der Sandsteinbrunnen wurde 1939 für die Reichsgartenschau geschaffen. | Hermann Mattern           | 48,80793° N, 9,17263° O |
|      | Steigendes Pferd                            | Die Travertinplastik wurde 1936 geschaffen und anlässlich der Bundesgartenschau 1977 an der heutigen Stelle aufgestellt. | Fritz von Graevenitz      | 48,80742° N, 9,17635° O |
|      | V2A-Stahlplastik                            | Die Stahlplastik von 1956 wurde anlässlich der Bundesgartenschau 1977 an der heutigen Stelle aufgebaut. | Erich Hauser              | 48,80642° N, 9,17492° O |
|      | Jagdtrophäe                                 | Anlässlich der Reichsgartenschau 1939 geschaffen, prangt die Bronzeplastik heute über dem Haupteingang der Diskothek Perkins Park, der ehemaligen Hauptgaststätte der Reichsgartenschau.                                                              | Eugen Schwab              | 48,8049° N, 9,17431° O  |
|      | Hirschkuh mit Kalb                          | Entstanden ist die Zinnskulptur um die Zeit der Reichsgartenschau 1939, aufgestellt wurde sie erst 2008. | Josef Zeitler             | 48,80399° N, 9,17347° O |
|      | Reh                                         | Der Nachguss des Originals von 1921 stammt aus dem Jahr 1930. Anlässlich der Deutschen Gartenschau 1950 wurde die Bronzeskulptur aufgestellt. | Fritz von Graevenitz      | 48,80266° N, 9,17223° O |
|      | Quader                                      | Der Granitblock wurde 1993 anlässlich der Internationalen Gartenschau aufgestellt. | NN                        | 48,80288° N, 9,17128° O |
|      | Gedenkstele Sammellager                     | Die Granitstele mit bronzener Inschrift wurde 1962 zur Erinnerung an die Deportation württembergischer Juden errichtet. | Ludwig Albrecht von Hauff | 48,80148° N, 9,17162° O |
|      | Erinnerungskörper                           | Der Stahlring aus dem Jahr 2013 ergänzt die Gedenkstele Sammellagerund symbolisiert die gesellschaftliche Lücke, die durch die Deportation entstand.                                                                                                  | Ülkü Süngün               | 48,80148° N, 9,17162° O |
|      | Filmfries Kulturströme                      | Die zwei jeweils 150 Meter langen Fotostreifen befinden sich in der Stadtbahnhaltestelle „Killesberg“ und zeigen die Flüsse Rhein und Neckar. | Ulrich Bernhardt          | 48,79938° N, 9,1712° O  |

Im Höhenpark Killesberg befindet sich die Freilichtbühne Killesberg, die für Konzerte und weitere künstlerische Veranstaltungen verwendet wird. Sie fasst bis zu 4500 Besucher, wenn der ovale Innenbereich nicht bestuhlt ist.

### Kunststationen

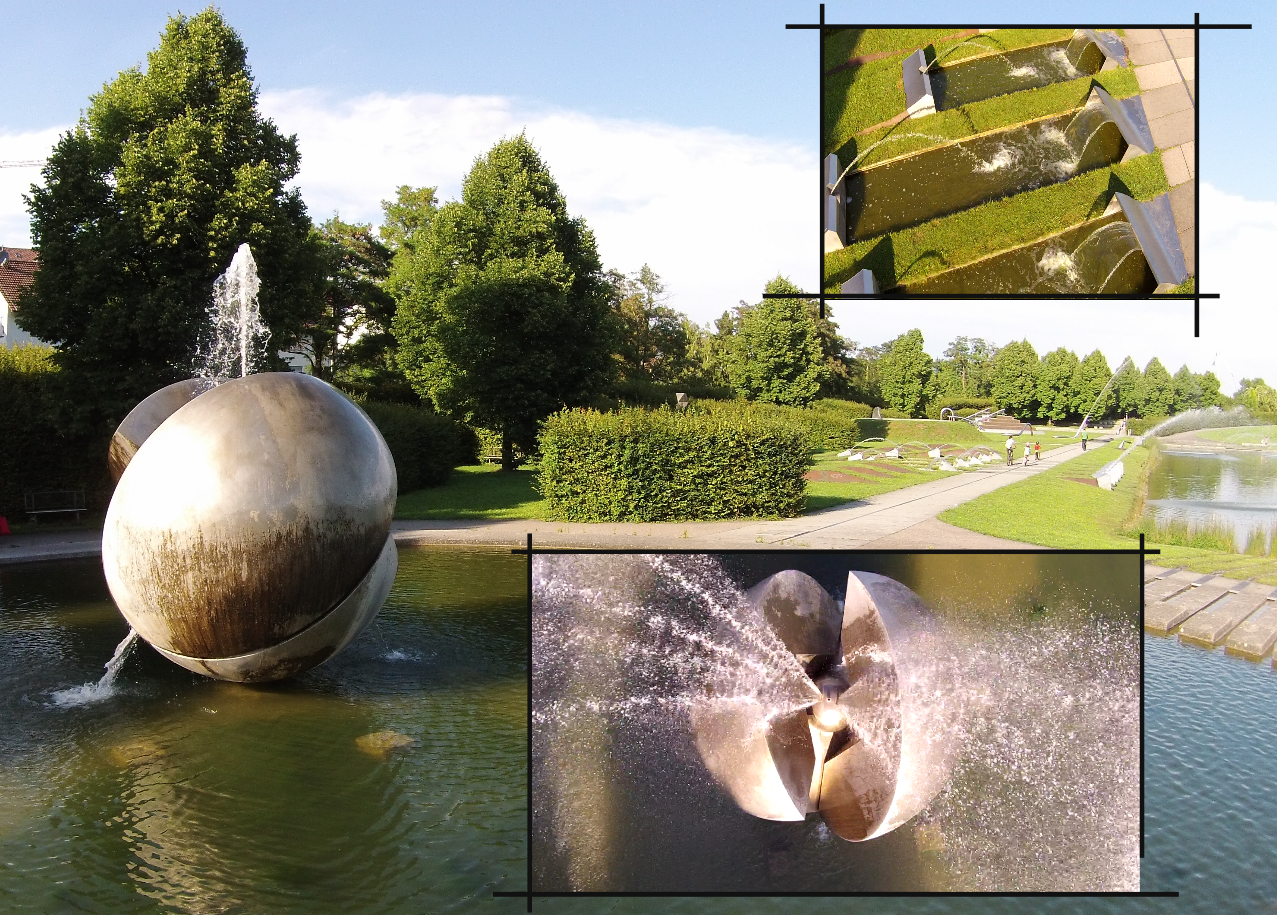
Kugelobjekt und Wasserspiele von Hans Dieter Bohnet entlang des Egelsee, Installation von 1993

Zur IGA '93 griff der Landschaftsarchitekt Hans Luz das Stationenkonzept wieder auf, das er und sein Büro zuvor bei der Bundesgartenschau 1977 in Stuttgart und der Landesgartenschau 1981 in Baden-Baden erprobt hatten:

„So haben wir nach Stellen gesucht, an denen sich mit gestalteten Verdichtungen Ziel- und Aufenthaltspunkte, Stationen schaffen lassen und dafür auf den jeweiligen Ort bezogene Namen erfunden: Bei der Buche, Grottenloch, Keuper, Donars Stich, Der Leibfried usw. Wir dachten daran, diese Punkte mit einem Parcours zu verbinden, der einen Lebenslauf widerspiegelt: Liebe, Geburt, Spiel, Schaffen, Träumen, Politik, Wohnen, Leben und Vergehen. Wir wollten in diesen Weg auch das Wort einbeziehen und das Ganze zusammen mit uns bekannten und vertrauten Künstlern und Literaten verwirklichen.“

Von den Kunststationen, die zur IGA im Höhenpark Killesberg, auf dem Wartberg und im Leibfriedschen Garten errichtet wurden, sind heute noch 11 erhalten. Im Höhenpark finden sich der Killesbergturm, der zur IGA geplant war, aber erst 2001 gebaut wurde und die Installation Stangenwald.
| Bild | Name           | Beschreibung                                                                            | Künstler                        | Koordinaten             |
| ---- | -------------- | --------------------------------------------------------------------------------------- | ------------------------------- | ----------------------- |
|      | Killesbergturm | Aussichtsturm in Seilnetzkonstruktion mit einer gegenläufigen, doppelten Treppenwendel. | Schlaich Bergermann und Partner | 48,80522° N, 9,17126° O |
|      | Stangenwald    | Installation aus 7 × 9 weißen, in einem rechteckigen Raster angeordneten Betonsäulen.   | Hans Dieter Schaal              | 48,8059° N, 9,17444° O  |

## Tiergehege
Auf dem Killesberg werden neben zahlreichen Wasservögeln auch verschiedene Vierbeiner wie Ziegen, Ponys, Esel, Alpakas, Kunekune  etc. gehalten. Die Tiere durften teilweise von den Besuchern gefüttert werden, jedoch nur mit dem vom Garten-, Friedhofs- und Forstamt am Gehege angebrachten Tierfutter, bis ein Jungschaf durch falsche Fütterung ums Leben kam.

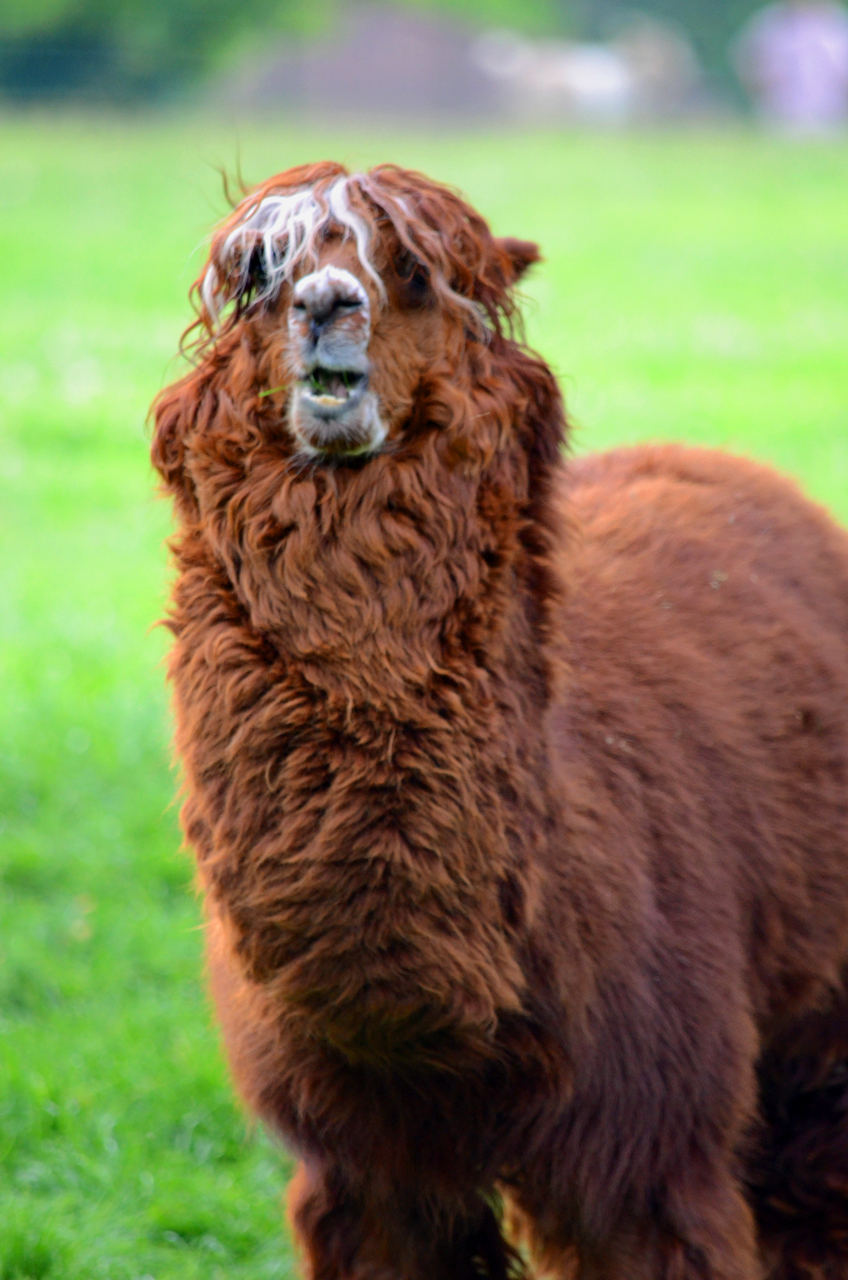
Alpaka
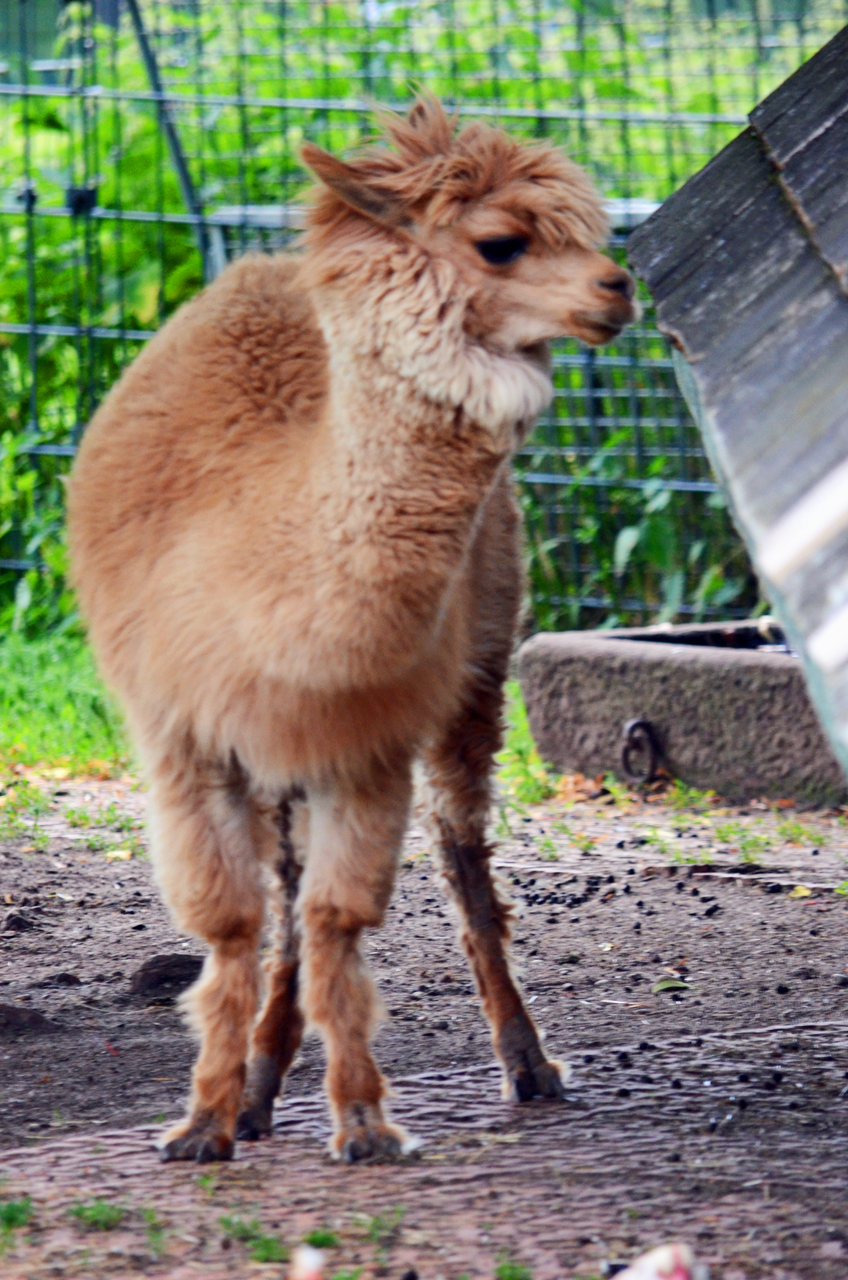
Alpaka
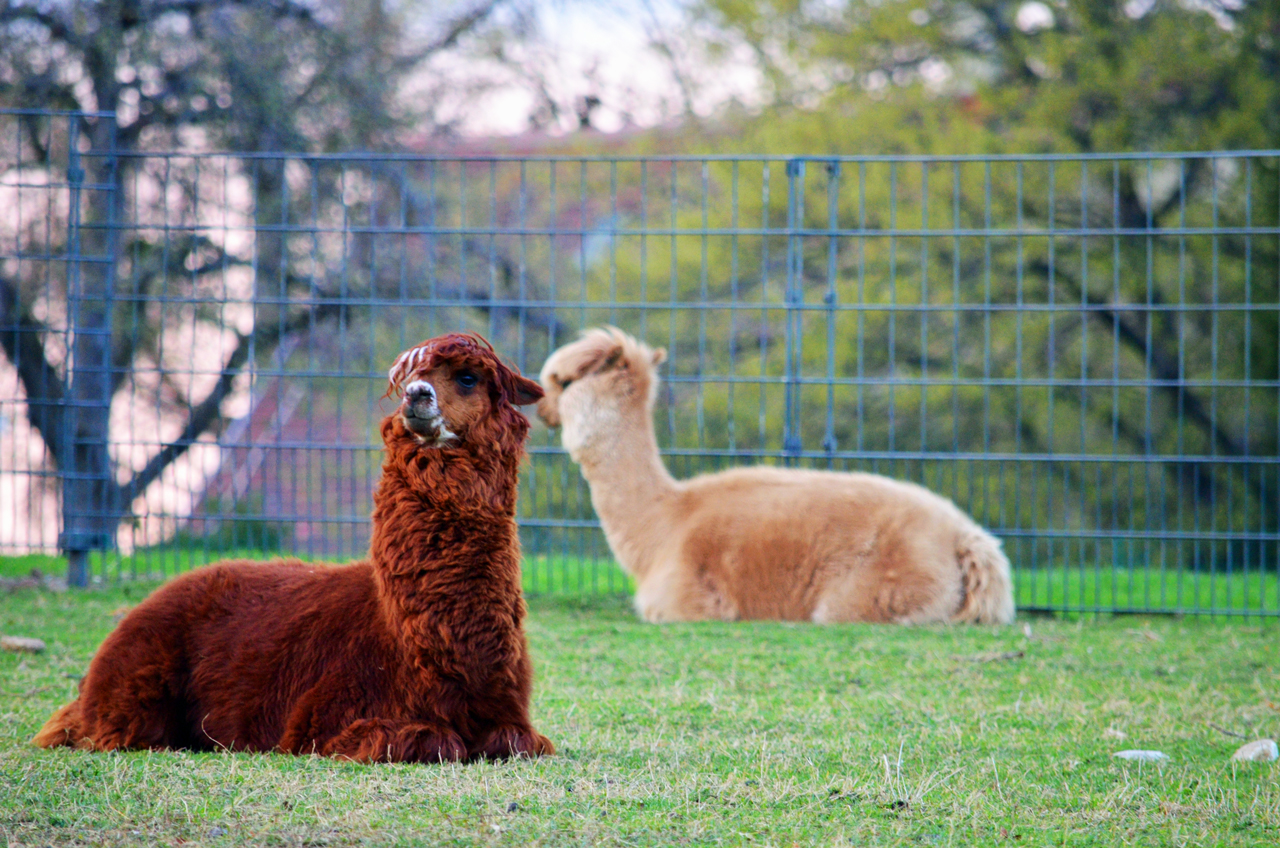
Alpaka
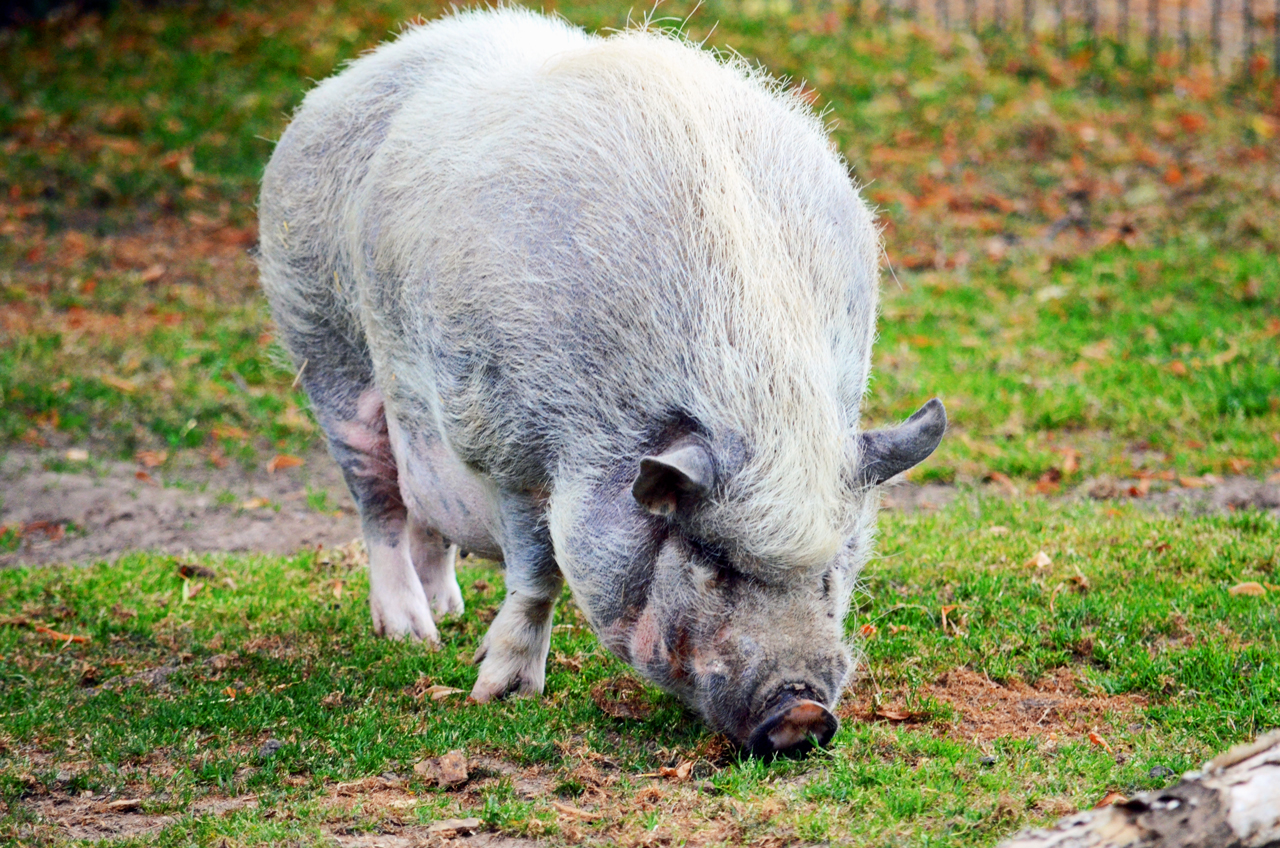
Kune Kune
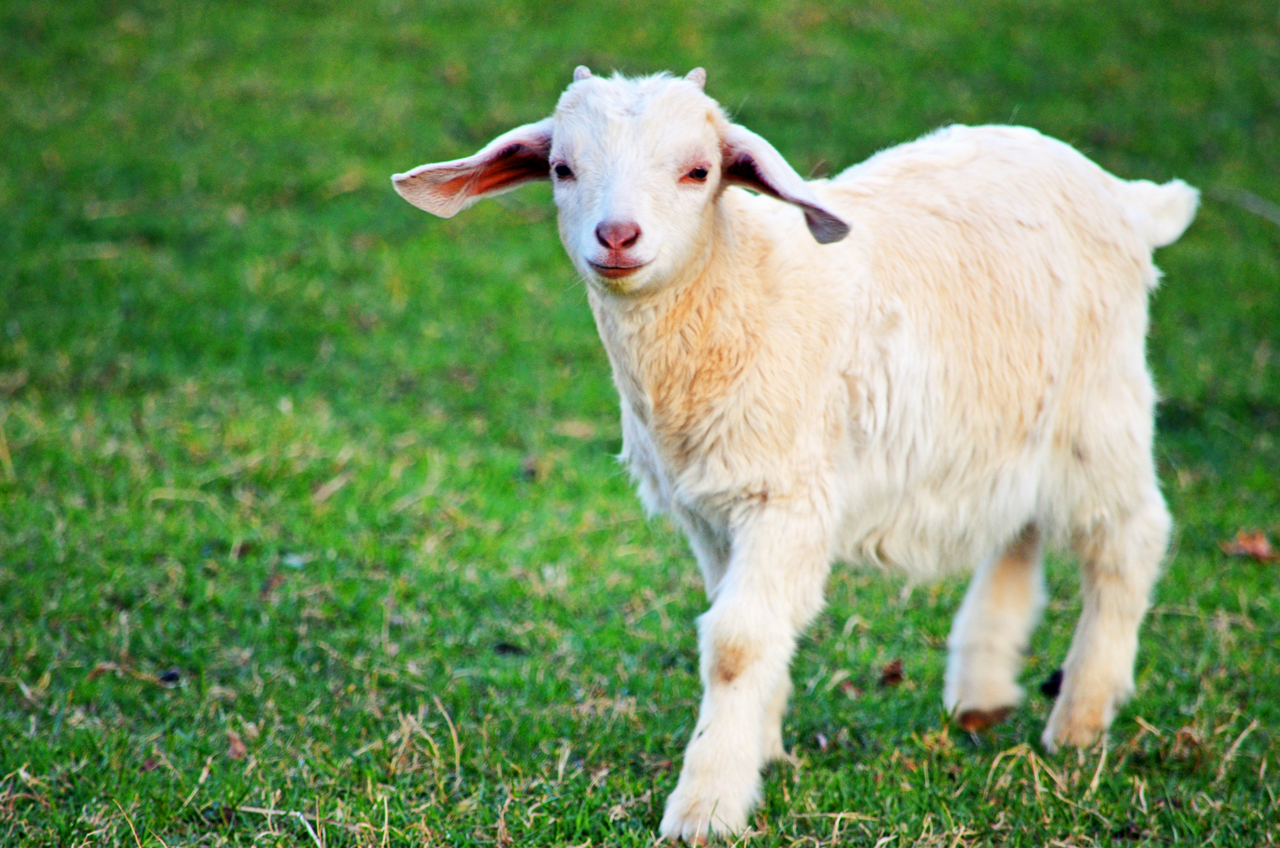
Lamm
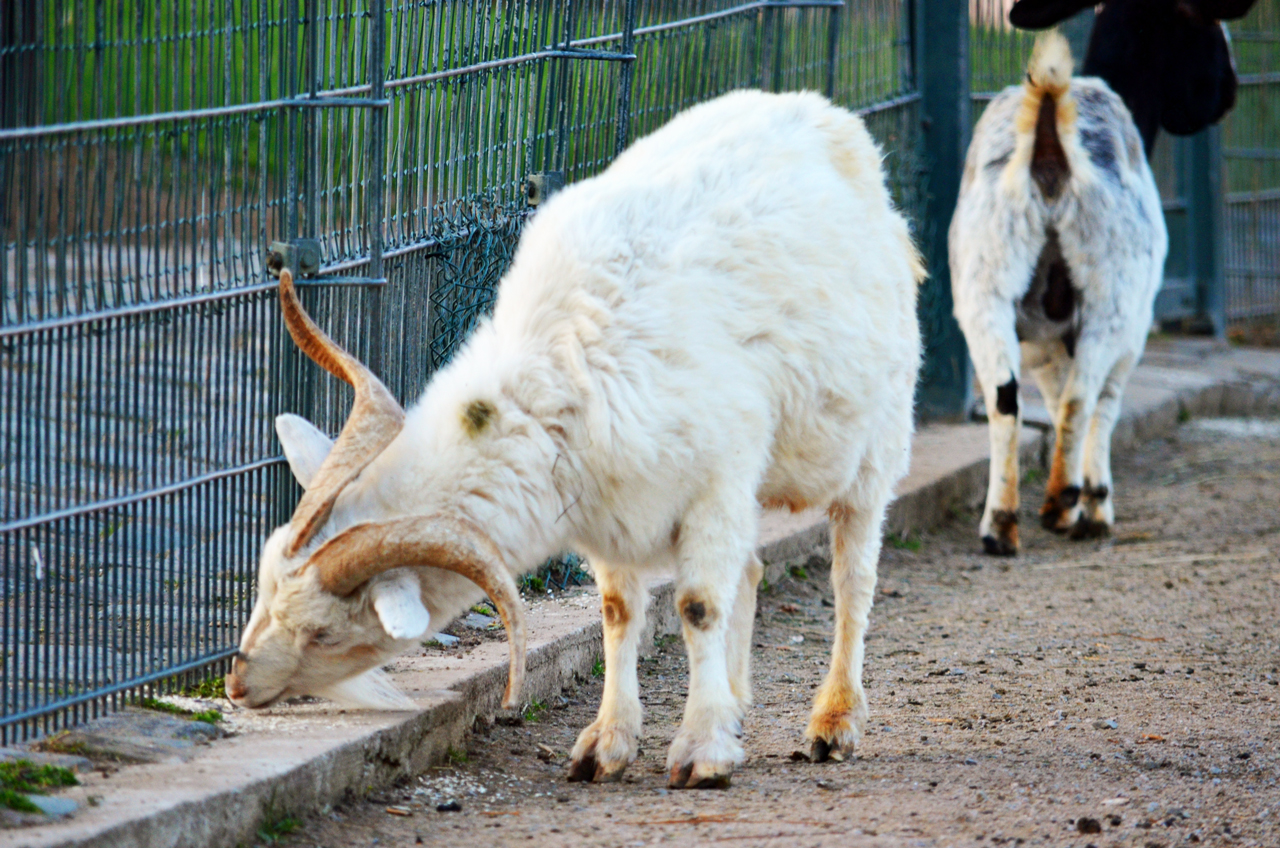
Kashmir-Ziege

## Dahlien-Show

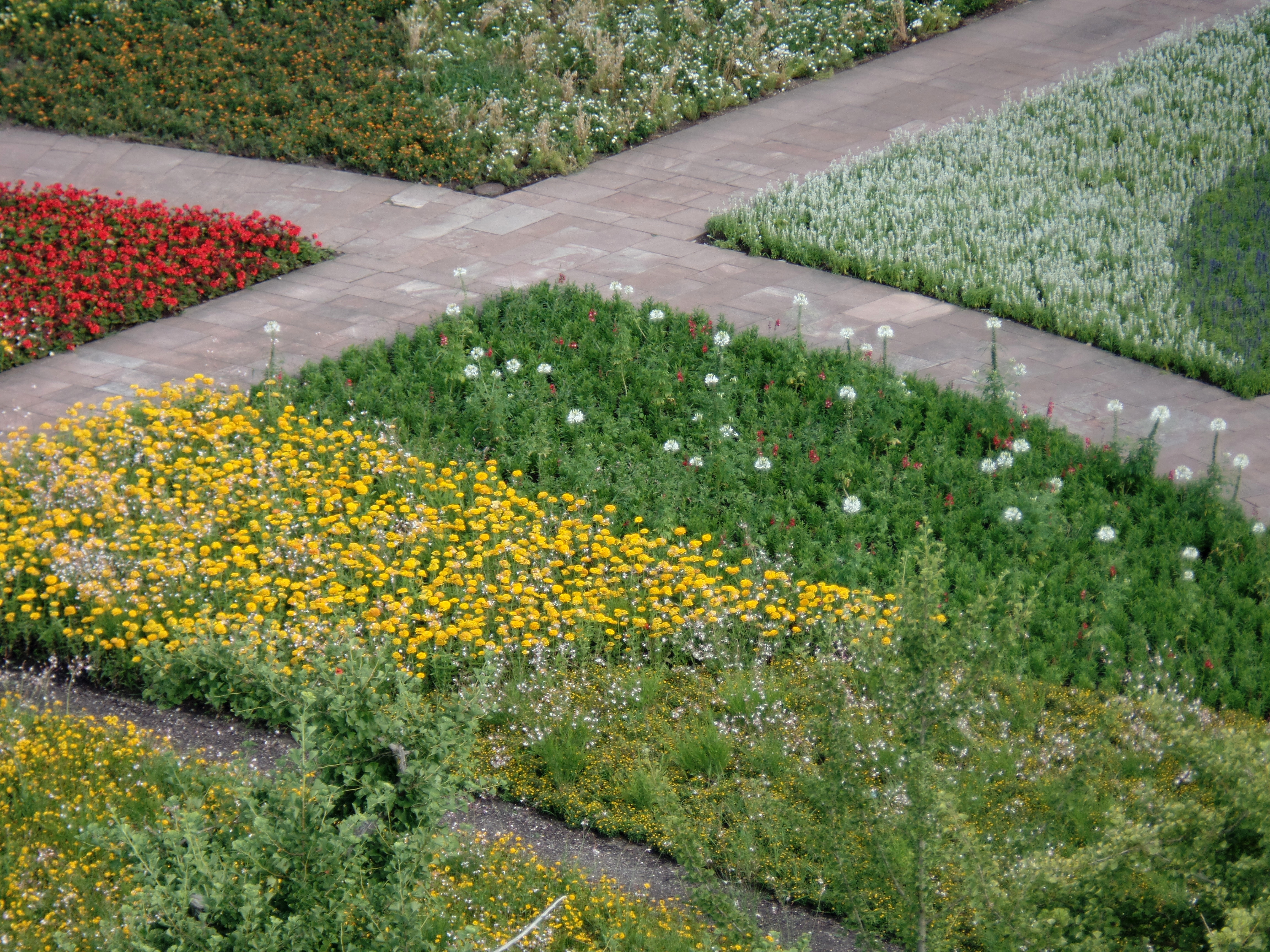
Blumenbeete auf dem Höhenpark Killesberg, Stuttgart

Alljährlich findet im Höhenpark Killesberg auf einer Fläche von ca. 2500 m² eine der größten frei zugänglichen Dahlien-Shows in Deutschland statt. Besucher können dabei zwischen 10.000 Dahlien in annähernd 200 Sorten wandeln. Von August bis September kann die Lieblings-Dahlie gewählt werden. Am letzten Tag der Ausstellung werden alle Dahlien geerntet und in Sträußen äußerst günstig für gemeinnützige Zwecke verkauft.

## Lichterfest
Im Sommer findet jährlich das Volkswagen Lichterfest Stuttgart inklusive Feuerwerk im Höhenpark Killesberg statt.

## Jahrmarkt

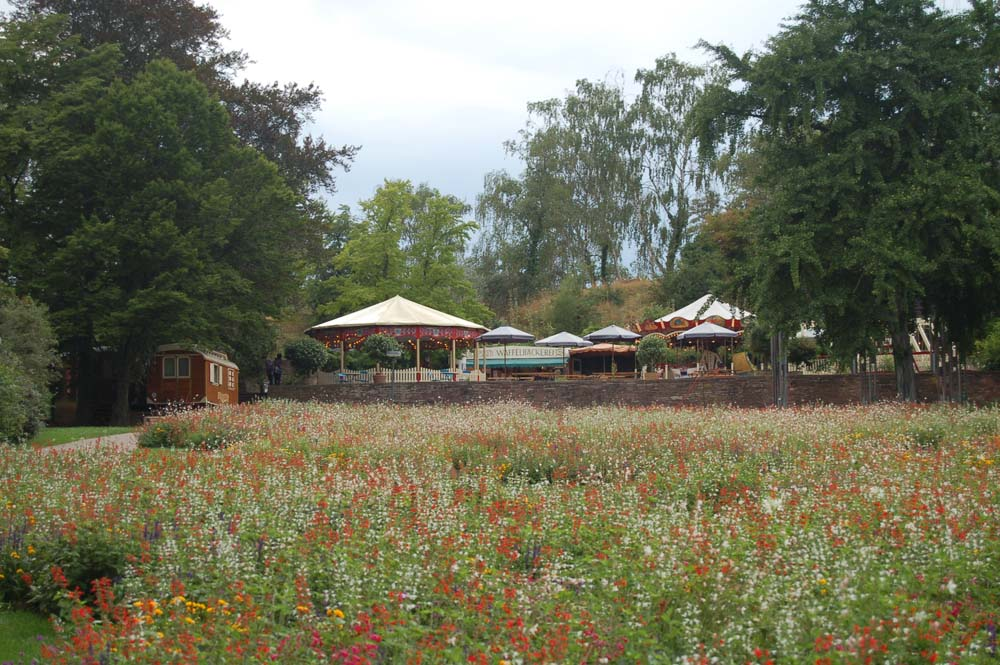
Eliszis Jahrmarktstheater auf dem Killesberg

Auf der Terrasse unterhalb des Killesbergturmes findet während der Sommermonate ein kleiner Jahrmarkt mit dem Namen Eliszis Jahrmarktstheater statt. Er wird von Schaustellern aus dem Kraichgau betrieben.
Gegründet wurde das Unternehmen 1995 von Uwe Kircher und seiner Frau, die unter dem Künstlernamen Eliszi als Clownin und Puppenspielerin auftreten. Die von Kircher in Eigenleistung restaurierten, teilweise um 100 Jahre alten Stände und Fahrgeschäfte umfassen unter anderem eine alte Hutwurfbude, die einst auf dem Cannstatter Wasen eingesetzt war, ein historisches Pferdekarussell, eine Schiffschaukel, eine Waffelbäckerei, ein Veranstaltungszelt und eine Jahrmarktsorgel aus Waldkirch.

## Killesbergbahnen

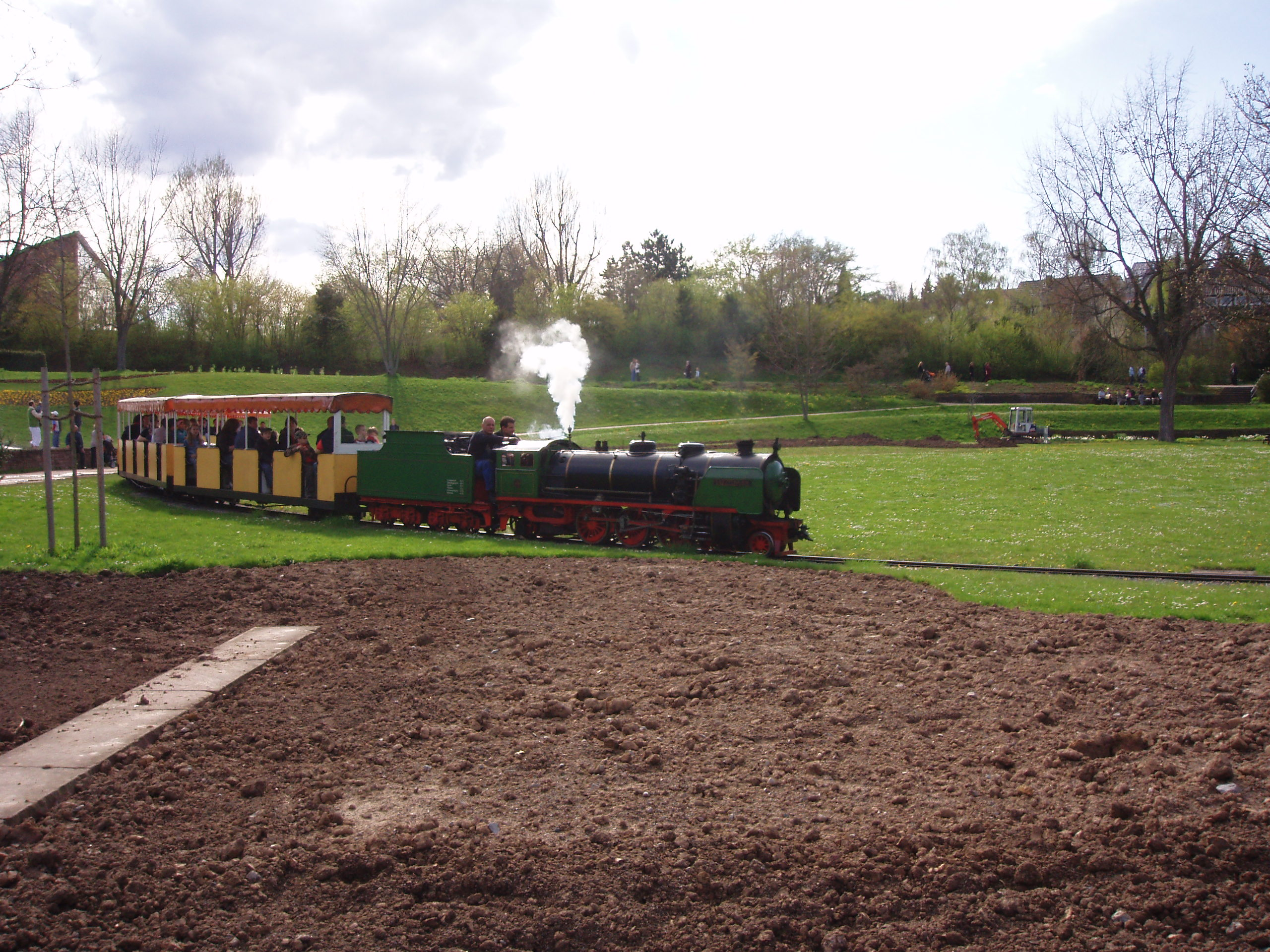
Die Killesbergbahn mit Dampflok

### Killesberg-Parkbahn

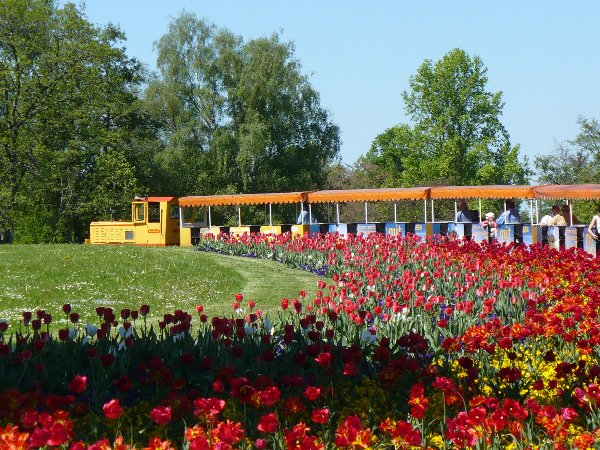
Diesellok „Schwoabapfeil“

Seit 1939 verkehrt im Höhenpark Killesberg eine knapp 2,3 km lange, schmalspurige Parkeisenbahn mit Spurweite 15 Zoll (381 mm), die Killesbergbahn Stuttgart. Sie verkehrt in den Sommermonaten täglich, wobei werktags die Diesellokomotiven „Blitzschwoab“ und „Schwoabapfeil“, an Sonn- und Feiertagen auch die drei Dampflokomotiven „Tazzelwurm“, „Springerle“  und „Santa Maria“ eingesetzt werden.

### Kinderstraßenbahn
Noch vor der Umgestaltung des Killesberggeländes für die Reichsgartenschau 1939 verkehrte im Bereich des heutigen Akazienwäldchens (zwischen Kleinbahnhof und Perkins Park), wo die Stuttgarter Straßenbahnen seinerzeit ihr Waldheimgelände hatten, von 1932 bis 1937 die 600-mm-spurige elektrische Kinderstraßenbahn auf einem Rundkurs. Nach ihrer gartenschaubedingten Demontage und den Wirren des Zweiten Weltkriegs wurde sie 1950 mit dem Namen „Rumpelstilzchen“ auf dem neuen Waldheimgelände in Degerloch wiedereröffnet, wo sie heute noch verkehrt.

### Sesselbahn

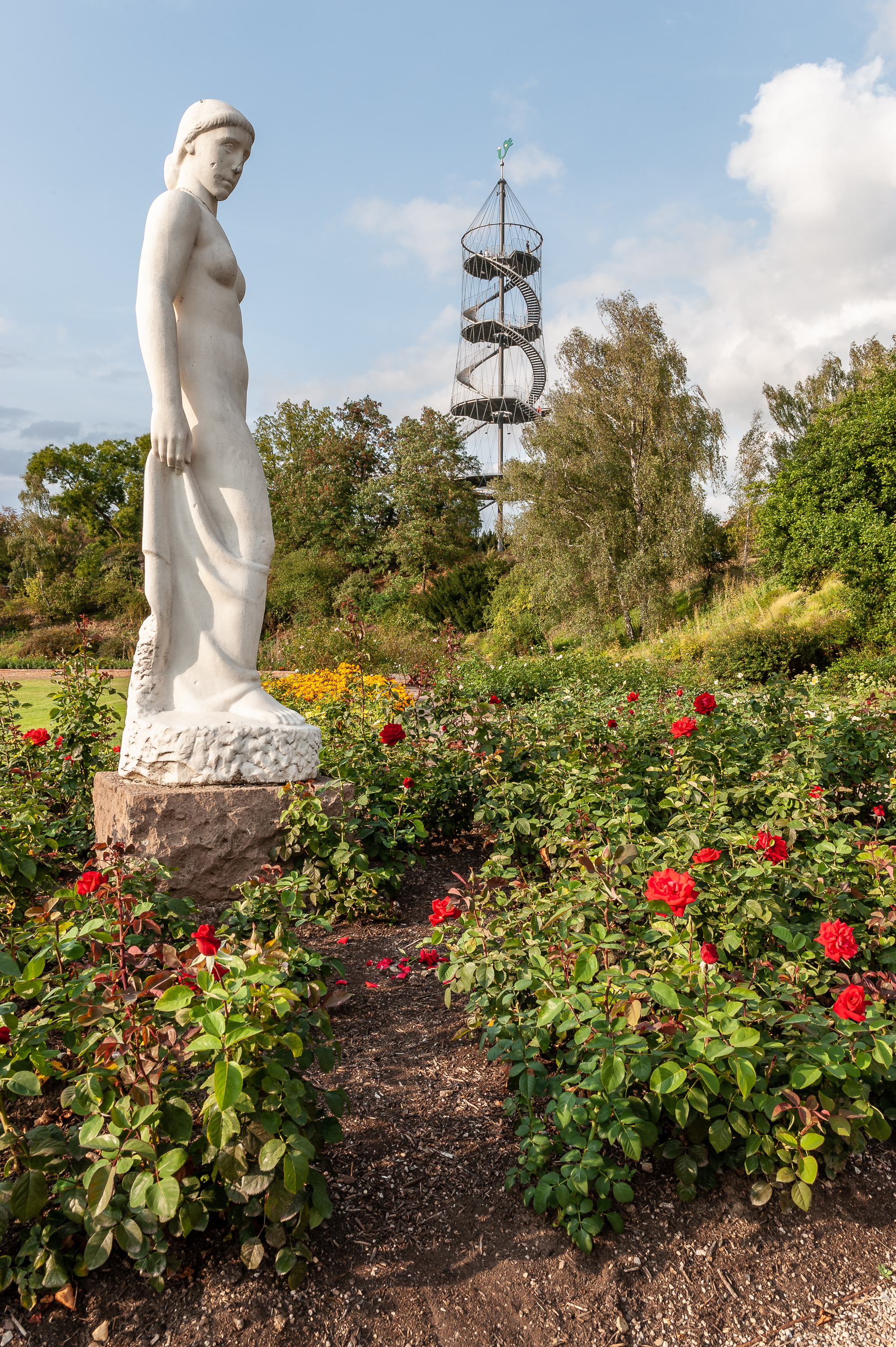
Tal der Rosen und Killesbergturm

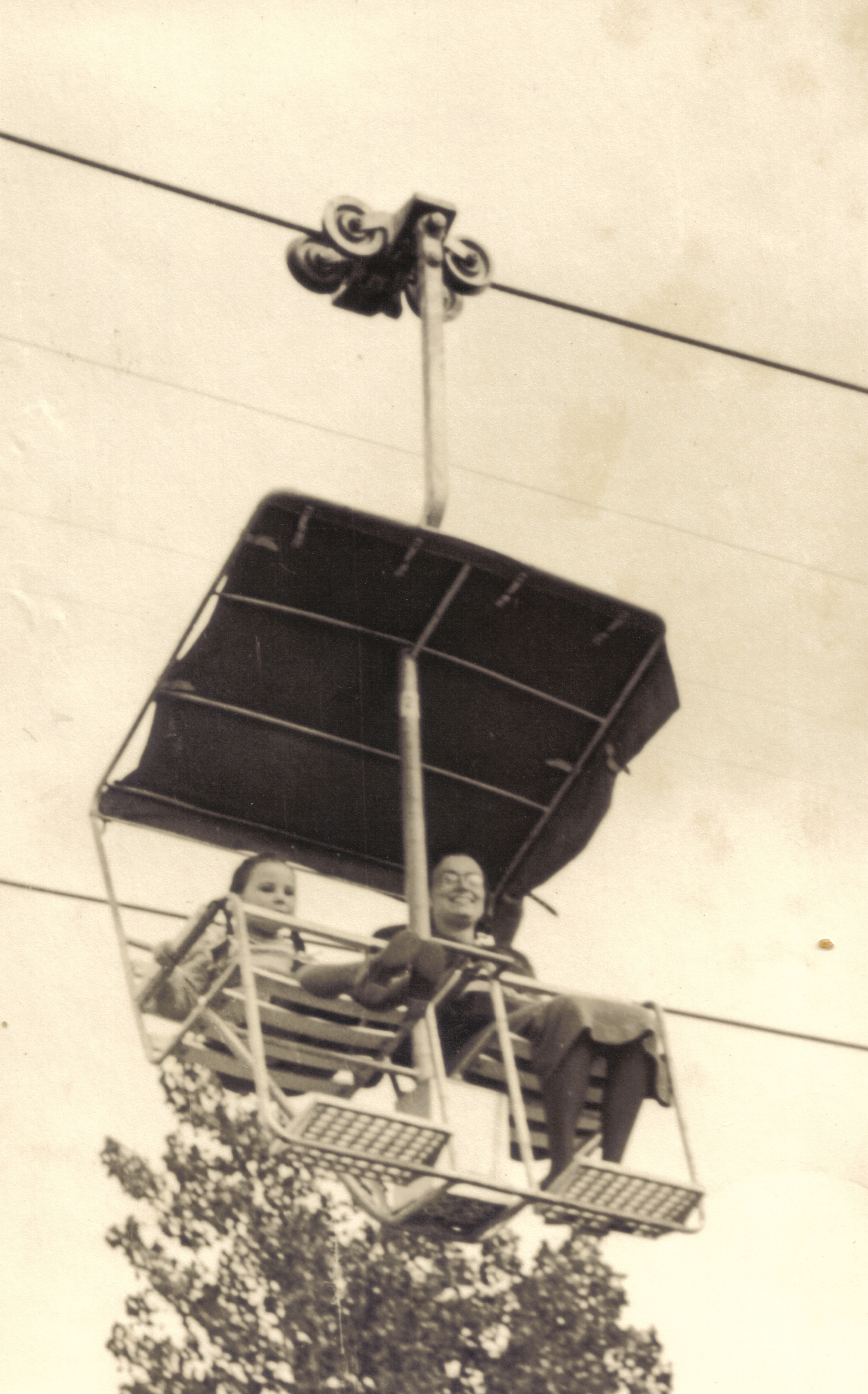
Die Sesselbahn im Eröffnungsjahr 1950

Anlässlich der Deutschen Gartenschau von 1950 entstand im Höhenpark Killesberg eine 820 Meter lange Sesselbahn. Die als Einseilumlaufbahn konzipierte Seilbahn verkehrte vom Bereich des heutigen Fontänensees unterhalb des Haupteingangs über das Tal der Rosen bis zum damaligen Blindensee oberhalb der Steinbruchreste beim Ausflugslokal Weigelschmid. Der Fahrbetrieb fand in den Monaten April bis Oktober statt.
Die nach dem Schweizer System Von Roll gebaute Anlage, das auch unter der Typenbezeichnung VR101 bekannt war, bestand aus einem 25 Millimeter dicken, kombinierten Trag- und Zugseil aus Tiegelgussstahl. In dieses konnten die insgesamt 45 durchnummerierten Doppelsessel – je nach Andrang – ein- und ausgehängt werden. Bei den Sesseln handelte es sich um einfache Stahlrohrkonstruktionen mit ungepolsterten Sitzbänken und einer Stoffüberdachung. Eine Besonderheit des Systems Von Roll waren die quer zur Fahrtrichtung angeordneten Seitwärtssessel. Die Beförderungsgeschwindigkeit lag bei 2,5 m/s. An den Stationen wurden die Sessel durch eine überhöhte Führungsschiene aus dem Seil ausgeklinkt und mussten anschließend jeweils vom Betriebspersonal manuell durch die Kehre gezogen werden. In den letzten Betriebsjahren, als die Anlage bereits starke Verschleißerscheinungen zeigte, mussten die Sessel mitunter auch von Hand die Ablaufschiene hinuntergestoßen und wieder ins Zugseil eingehängt werden, anstatt, wie vorgesehen, durch ihr eigenes Gewicht abzurollen. Die Betriebsführung oblag anfangs der Stuttgarter Straßenbahnen AG (SSB) und ging später auf die Stuttgarter Messe- und Kongress-GmbH (SMK) über. Eine Einzelfahrt kostete anfangs eine, die Rundfahrt eineinhalb D-Mark. Kinder unter zwölf Jahren zahlten die Hälfte.
1986 musste die Bahn eingestellt werden, weil der Haupteingang im Zuge der Messeerweiterung umgestaltet wurde. Reste der Endstation beim Blindensee bestanden noch bis Anfang der 1990er Jahre. Die letzten Pfeilerreste wurden 1993 anlässlich der Umgestaltung des Geländes für die Internationale Gartenschau entfernt. Von der Seilbahn blieb lediglich Sessel Nummer 6 samt Laufrollen erhalten, er wird vom Verein Stuttgarter Historische Straßenbahnen (SHB) im Straßenbahnmuseum Stuttgart konserviert.

### Panoramabahn

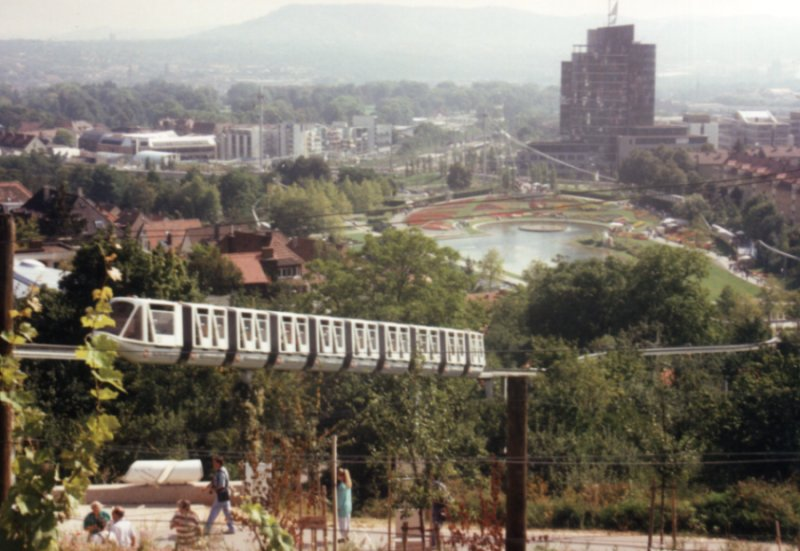
Die Panoramabahn der IGA 93 bei einer Talfahrt vom Killesberg

Während der IGA 1993 verkehrte auf dem Killesberg neben der Parkeisenbahn eine Einschienenbahn, die Panoramabahn des Schweizer Achterbahnherstellers Intamin, die den Killesberg mit den anderen in die IGA einbezogenen Parkanlagen verband. Schien es zunächst noch so, als könnte die Bahn erhalten werden, wurde sie schließlich 1994 auf Grundlage einer vertraglichen Vereinbarung, nach welcher der Hersteller im Vorfeld zur Rücknahme der Anlage verpflichtet war, demontiert.

## Killesbergturm

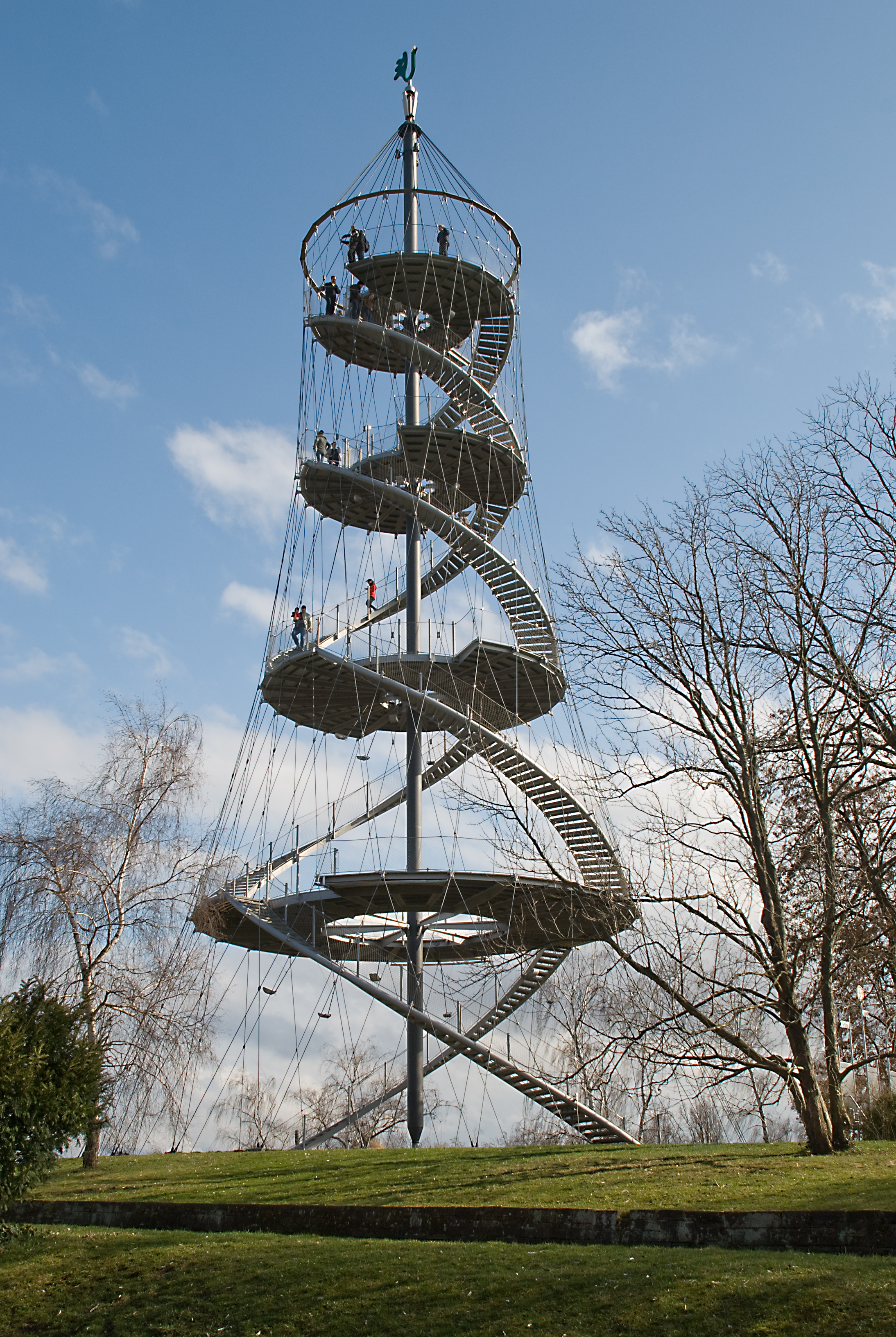
Killesbergturm

Auf dem höchsten Punkt des Parks steht seit 2001 ein 42 m hoher Aussichtsturm, erbaut vom Bauingenieur Jörg Schlaich im Auftrag des Verschönerungsvereins Stuttgart als filigrane Konstruktion aus 43 vernetzten Seilen. Die vier Plattformen des Turmes hängen in einem Seilnetz, welches von der Spitze des Mittelpylons, der auf einer Kugel balanciert, abgespannt ist. Auch die Geländer sind aus einem Seilnetz konstruiert. Wie die meisten Aussichtstürme ähnlicher Höhe verfügt dieser Turm nicht über einen Aufzug.

## Verkehrsmittel
Der Höhenpark Killesberg ist mit der Linie U5 der Stadtbahn Stuttgart und den Buslinien 43, 44 und 50, Haltestelle Killesberg, sowie mit den Linien U6 und U13, Haltestelle Maybachstraße, zu erreichen.

## Umgebung
- Kurz vor dem Bismarckturm auf dem 409 m hohen Gähkopf befindet sich das Theodor-Heuss-Haus, das zum Museum umgebaute Wohnhaus des ersten deutschen Bundespräsidenten.
- An das Gelände grenzt im Norden das städtische Höhenfreibad.
- In dem Gebäude, das am Rande des Höhenparks ursprünglich als Veranstaltungsstätte für die Eröffnungsfeierlichkeiten der Reichsgartenschau von 1939 gebaut wurde, befindet sich seit 1980 die Discothek Perkins Park.
- Im Südwesten des Höhenparks liegen die unter Denkmalschutz stehende Weißenhofsiedlung von 1927, die zu der vom Deutschen Werkbund initiierten Ausstellung Die Wohnung gehört, und die Kochenhofsiedlung.